# 12 temperamentos iguais
O sistema de 12 temperamentos iguais, também chamada 12-EDO ou simplesmente temperamento igual é o temperamento musical mais difuso na música ocidental contemporânea, consistindo em uma escala na qual a oitava é dividida em doze degraus, cada um com uma razão de 12√2 (≈ 1.05946) em relação ao anterior. O temperamento foi desenvolvido de forma mais sofisticada independentemente, por coincidência, pelo polímata da China Ming Zhu Zaiyu em 1584 (que chegou a 1.059463094) e pelo flamengo Simon Stevin nos Países Baixos do Sul em 1585 (que chegou a 1.059546514). Este temperamento foi descoberto na Europa no século XVIII, tornando-se predominante no século XIX, e assim continuando até hoje.